# Puig de Massanella
Le Puig de Massanella est le deuxième sommet le plus élevé de l'île de Majorque (en considérant comme une antécime le Penyal del Migdia, éperon sud du Puig Major) et des îles Baléares avec 1 364 mètres d'altitude. Cette montagne culmine sur la municipalité d'Escorca.

## Toponymie
En majorquin, Puig signifie « pic » ou « sommet ».
Massanella vient du majorquin Maçanela, qui désigne soit l'Immortelle commune ou l'Immortelle jaune[réf. nécessaire], soit la camomille, fleurs abondantes des sols pierreux et arides de ces régions.

## Géographie

### Situation et topographie
Cette montagne est située dans le segment oriental de la serra de Tramuntana, entre Soller et Pollença. Elle est distante de moins de cinq kilomètres de la mer.

### Géologie
Comme l'ensemble de la serra de Tramuntana, le Puig de Massanella est apparu entre l'ère Paléozoïque et l'ère Miocène.
Il constitue le prolongement nord-est, dans la Méditerranée, des cordillères Bétiques apparues sur la péninsule.
Il constitue une formation karstique où le calcaire domine.

## Activités
Le Puig de Massanella, en tant que montagne la plus haute accessible de Majorque (la plus élevée, le Puig Major, étant fermée pour cause d'activités militaires) est l'objet de randonnées populaires.
Le GR 221 de Majorque, la Route de la pierre sèche, passe à proximité des différents chemins qui conduisent à son sommet. En particulier, du col de Sa Batalla (littéralement « col de la Bataille »), accessible au croisement des routes Ma-10 (Soller-Pollença) et Ma-2130 (Inca-LLuc) le chemin qui mène à Caimari bifurque vers la Finca Coma Freda (passage payant) pour ouvrir la voie la plus simple vers le sommet, de son côté ouest.
Peu avant le sommet, le chemin offre deux voies : l'une passe par la fontaine Font de s'Avenc, source située dans une grotte, accessible par des marches ; l'autre, par une grande plaine avec des maisons de neige (casa de Neu). La plaine est souvent enneigée l'hiver.
Un autre départ est possible à partir du lac de Gorg Blau.
Les deux chemins sont aisés, l'aller-retour nécessite entre quatre et cinq heures, selon le rythme de marche.